# Weiberspeck

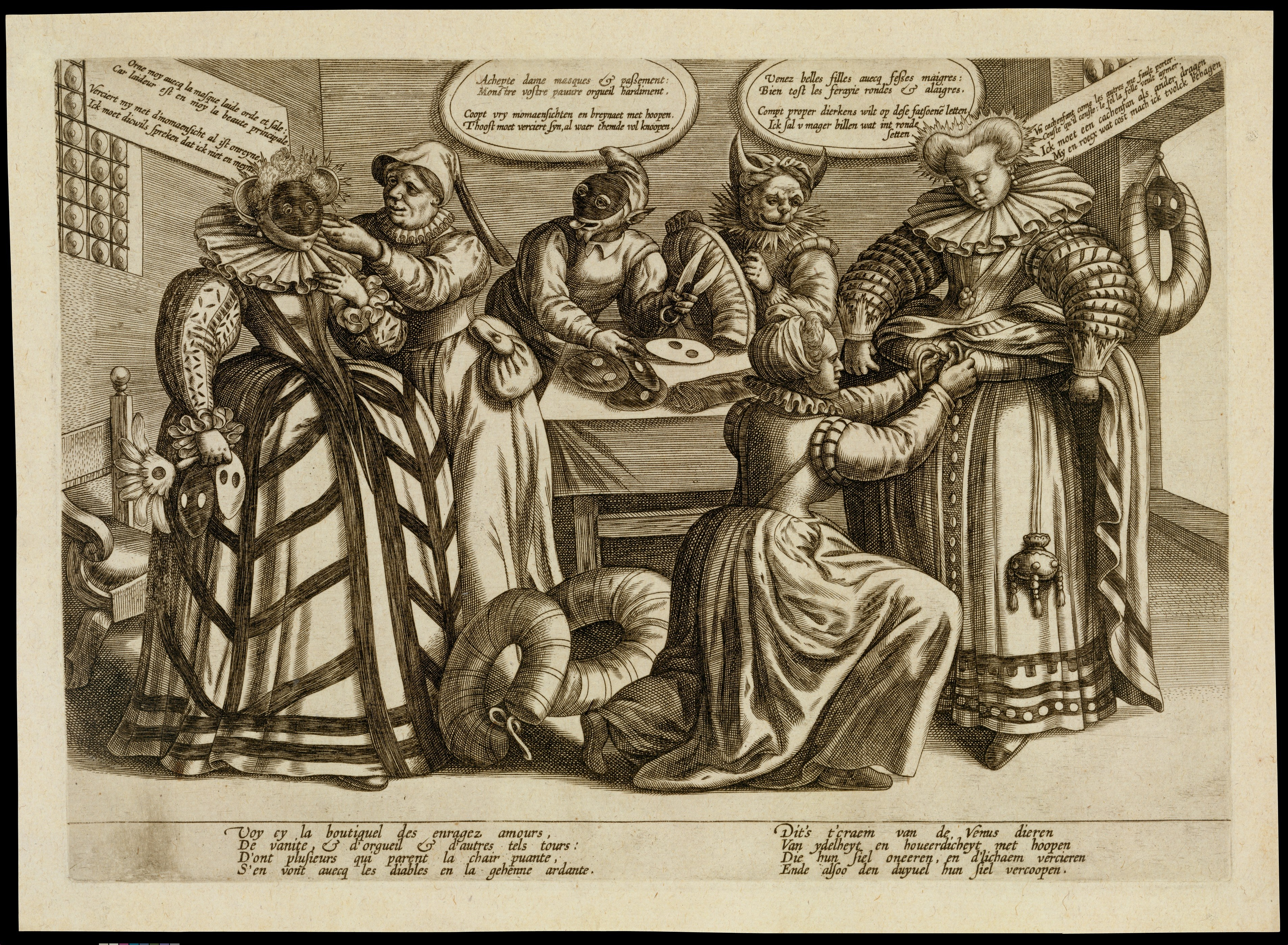
Darstellung von Weiberspeck (um 1600)

Der Begriff Weiberspeck, auch Vertugadin, im Deutschen Wörterbuch (DWB) nur als Speck, stammt aus dem späten 16. bis frühen 17. Jahrhundert und bezeichnet einen ringartigen Wulst, den sich Frauen unter dem Rock um die Hüften banden.
Der Weiberspeck war mit durch die Spanische Kleidermode bedingt, die in der ausgehenden Renaissance und des spanischen Barocks, der Zeit zwischen 1500 und dem Dreißigjährigen Krieg, stilbildend wurde. Die menschliche Figur wurde in geometrische – unter anderem kegelförmige –, auswattierte, enge Kleidung gehüllt, die weiblichen Formen verhüllt oder durch Korsetts geformt.
Der Weiberspeck war eine biegsame, leichte Röhre, die unter dem Oberrock angelegt wurde, um eine zylinderförmige Rocksilhouette zu erzielen. In Frankreich wurde sie auch vertugadin en bourrelets (deutsch „Tugendwächterwulst“) genannt, da Frauen unter dem teilweise mit Werg ausgestopften Teil unter anderem eine Schwangerschaft lange verbergen konnten, zu der es z. B. infolge eines Seitensprungs gekommen war.
Grundsätzlich war der Weiberspeck allerdings mehr im Bürgertum sowie in weniger wohlhabenden Teilen der Gesellschaft verbreitet, während der (deutschen) Adel den teureren Reifrock bevorzugte. Das DWB betrachtete hingegen den Weiberspeck als Vorläufer des Reifrocks, der Kunsthistoriker Paul Schubring gab Vertugadin als deutsches Synonym an.
Der Ausdruck gehört zu einer Reihe wenig systematisch erschlossener Bezeichnungen für Textilien, welche die Themenfelder Körper, Nahrung und Kleidung sprachlich verbinden; andere Beispiele dafür sind Begriffe wie z. B. „Schinken-“ oder „Keulenärmel“ sowie auch der englische Slangausdruck Muffin top (aufgrund der Ähnlichkeit zum über eine Muffinform hinausragenden Gebäckrand, auf deutsch in etwa „Hüftgold“ oder „Fettkragen“). Der Weiberspeck war auch ein wesentliches Element, mit dem in der (damaligen) Mode mit dem räumlichen Potential von Kleidung experimentiert wurde, erst in der Moderne wurde Kleidung wieder zunehmend körperbetonter.

## Bilder

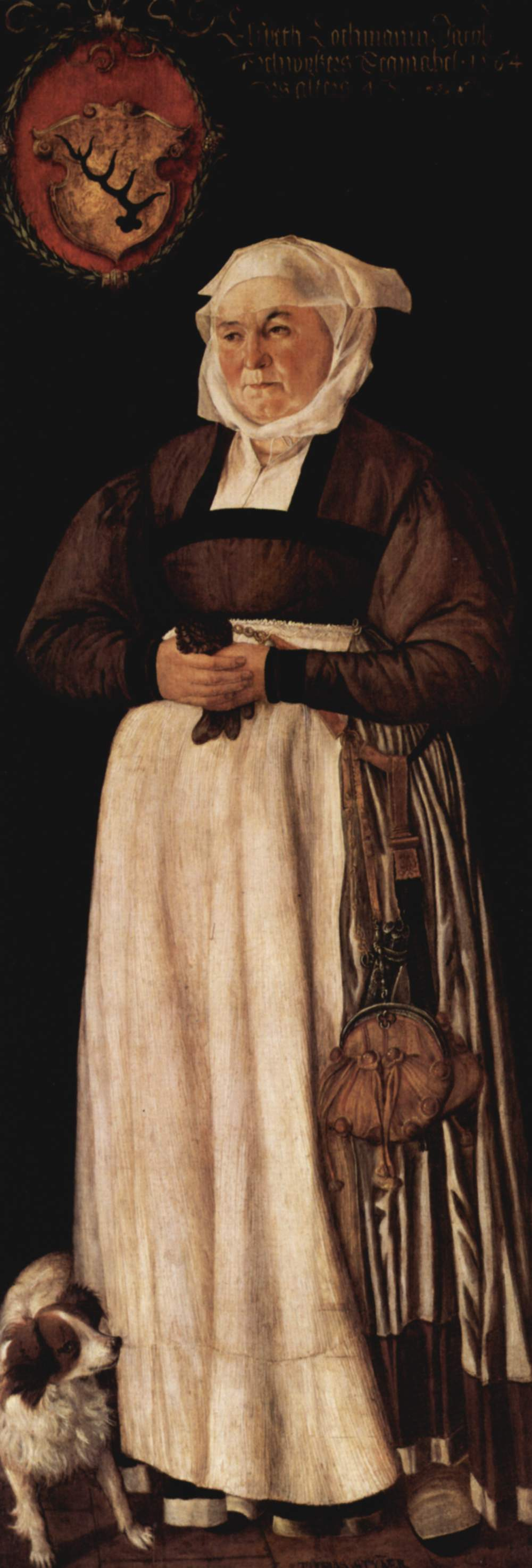
Frau mit Weiberspeck (1564)
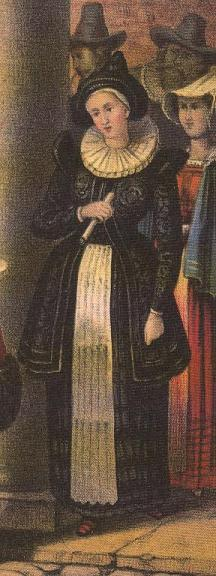
Weiberspeck in der Bremer Tracht (vor 1618)